# Vilka
Vilka je  žensko osebno ime.

## Izvor imena
Ime Vilka je različica ženskega osebnega imena Vilma.

## Pogostost imena
Po podatkih Statističnega urada Republike Slovenije je bilo na dan 31. decembra 2007 v Sloveniji število ženskih oseb z imenom Vilka: 11.

## Osebni praznik
Osebe z imenom Vilka lahko godujejo takrat kot Vilme.